# Blende (Wettbewerb)

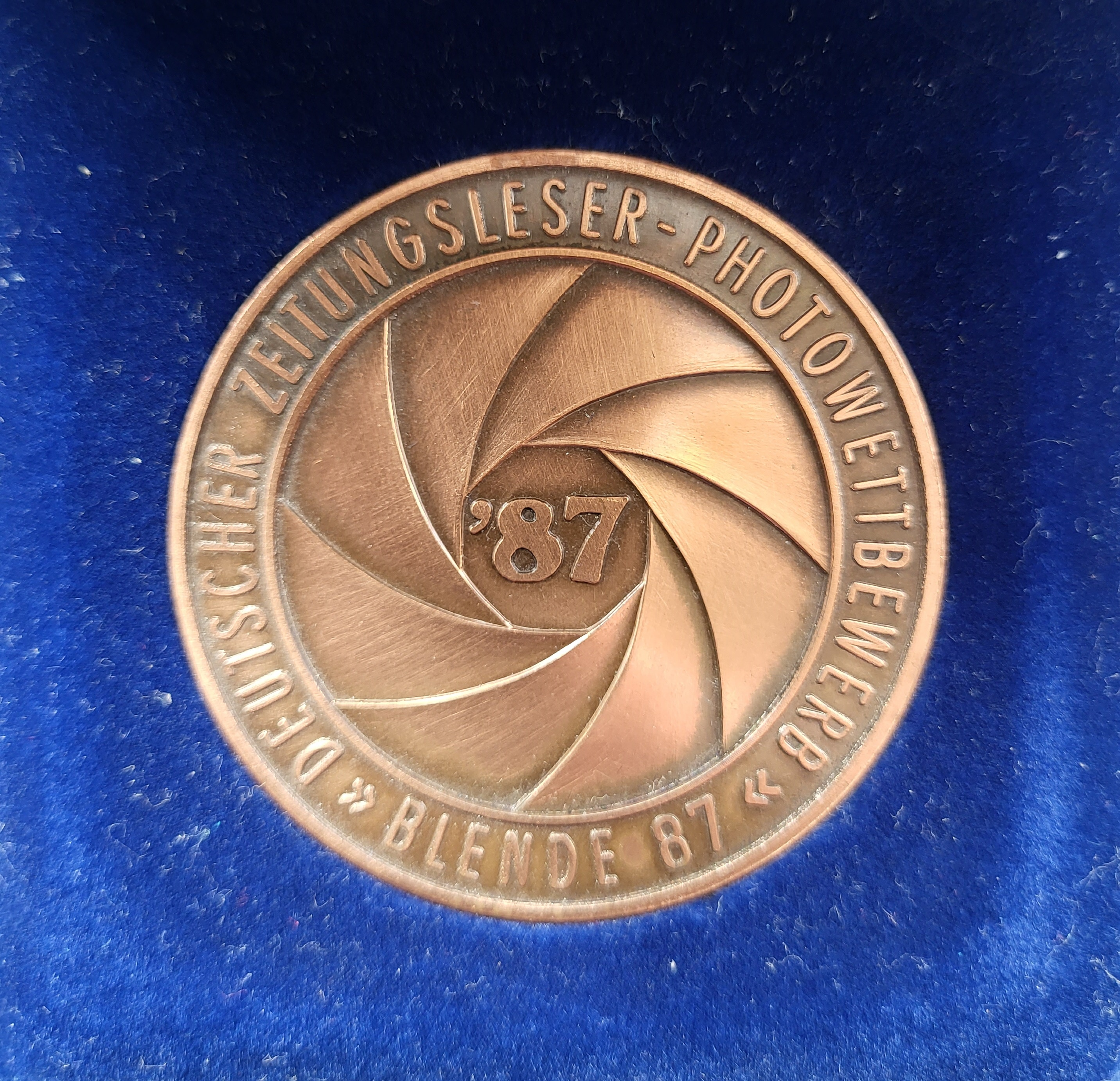
Medaille „Blende '87“ in Bronze

Die Blende ist ein bundesweiter Fotowettbewerb für Amateur- und Hobbyfotografen, der vom Photoindustrie-Verbands, organisiert wird. Dabei handelt es sich um eine Gemeinschaftsaktion mit Zeitungen, Fachmagazinen und Onlinemedien. Eine Jury aus Experten aus der Fotoindustrie, der Fotofachpresse und Fotografen wählen aus den „Blende“-Fotografien die Besten aus.

## Ablauf
Der Blende-Fotowettbewerb läuft in zwei Etappen ab. In der ersten Runde schreiben die Medienpartner (Zeitungsredaktionen, Fachmagazine und Onlinemedien) den Wettbewerb über ihre Kanäle aus. Die Gewinnerinnen und Gewinner dieser Etappe werden von den Medienpartnern informiert und erhalten eine Urkunde sowie eine Medaille. Nach Beendigung der ersten Etappe werden die Gewinnerinnen und Gewinner zur bundesweiten Endausscheidung weitergeleitet, wo eine Fachjury die Einreichungen bewertet und die bundesweiten Sieger des Wettbewerbes kürt. Insgesamt werden pro Ausschreibung Preise im Wert von mehr als 50.000 Euro vergeben.

## Veranstalter
Veranstalter der Blende ist seit dem 1. Juli 2024 die eigens für den Wettbewerb ins Leben gerufene Blende GbR. Bis dahin war der Photoindustrie-Verbands in Frankfurt am Main Veranstalter. Der Verband war die zentrale Interessenvertretung für Unternehmen, die mit ihren Produkten und Services im Markt für Foto, Video, Imaging und Bildkommunikation tätig sind und verfolgte das Ziel, die Themen Foto, Video und Imaging auf breiter Basis zu fördern. Seit dem Jahr 1975 organisierte die Prophoto GmbH in Kooperation mit Print- und Online-Medien den im jährlichen Turnus stattfindenden Wettbewerb. Für fast 50 Jahren organisierte der Verband in Kooperation mit Print- und Online-Medienpartnern die „Blende“, einen im jährlichen Turnus stattfindenden Wettbewerb für Amateurfotografen.